# ミツビシ・モーターズ・ベトナム
ミツビシ・モーターズ・ベトナム（英: Mitsubishi Motors Vietnam Co., Ltd.、略：MMV）はベトナムのビンズオン省に本社を置く自動車製造会社である。
設立当初の名称はビナ・スター・モーターズ・コーポレーション（英: Vinastar Motors Corp.、略：VSM）で、現在の名称になったのは2016年6月からである。

## 歴史
（出典：Company History、Mobility Group）
- 1994年9月 - 三菱自動車やプロトン、三菱商事などが合同で設立する。
- 2008年6月 - 完成車の輸入を開始。社名をビナ・スター・モーターズ株式会社（英: Vinastar Motors Co. Ltd.、略：VSM）に変更。
- 2016年6月 - 社名をミツビシ・モーターズ・ベトナムに変更。
- 2018年1月 - アウトランダーのノックダウン生産を開始[5]。
- 2019年9月 - 事業開始から25周年を迎えたことを記念し、同月13日にホーチミン市で式典を開催した[6]。
- 2020年7月 - エクスパンダーのノックダウン生産を開始[7]。
- 2024年10月 - 事業開始から30周年を迎えたことを記念し、同月8日にホーチミン市で式典を開催した[8]。

## 生産車種
（出典：マニュアルレポート、マニュアルレポート2005、マニュアルレポート2006、マニュアルレポート2007、マニュアルレポート2008、マニュアルレポート2010、マニュアルレポート2011、マニュアルレポート2016、マニュアルレポート2017、マニュアルレポート2018）
2000年9月時点の生産車種はデリカミニバス、パジェロ、ジョリー、ウィラの4車種で、年間生産能力は2,500台である。

### 生産車種
- 三菱・アウトランダー（2018年 - ）
- 三菱・エクスパンダー（2020年 - ）

### 過去の生産車種
- 三菱・デリカミニバス（1995年 - ?）
- プロトン・ウィラ（1996年 - ?）
- 三菱・パジェロ（1996年 - 2007年）
- 三菱・ジョリー（1998年 - 2007年）
- 三菱・ランサー（2000年 - 2006年）
- 三菱・グランディス（2005年 - 2010年）
- 三菱・ジンガー（2008年 - 2016年）
- 三菱・パジェロスポーツ（2011年 - 2017年）

## 生産と販売台数
（出典：ファクトブック、Facts & Figures 2016、Facts & Figures 2019）
|        | 生産台数 | 販売台数 |
| ------ | -------- | -------- |
| 2011年 | 780      | 1,471    |
| 2012年 | 544      | 1,273    |
| 2013年 | 629      | 1,840    |
| 2014年 | 934      | 2,562    |
| 2015年 | 925      | 4,821    |
| 2016年 | 1,355    | 6,723    |
| 2017年 | 862      | 7,571    |
| 2018年 | 4,209    | 14,224   |
| 2019年 | -        | 30,642   |
| 2020年 | -        | 28,954   |
| 2021年 | -        | 27,243   |
| 2022年 | -        | 39,861   |
| 2023年 | -        | 30,894   |
| 2024年 | -        | 43,065   |